# 大井彩蓮
大井 彩蓮（おおい いろは、2007年5月5日 - ）は、日本の柔道選手。奈良県出身。階級は52kg級。

## 経歴
全日本強化選手だった母親の影響で、小学1年生から柔道を始める。小学5年生の時、全国小学生柔道大会女子軽量級でベスト16。小学6年生の時、全国少年柔道大会にチームの主将として初出場。全国小学生柔道大会では2回戦敗退。五條東中学3年の時に全国中学校柔道大会の個人戦52kg級で優勝すると、団体戦では3位になった。比叡山高校に進むと、1年の時にインターハイ団体戦で2位になった。全日本ジュニアでは決勝で龍谷大学3年の神谷鈴に敗れて2位だった。全国高校選手権の個人戦では決勝で佐久長聖高校2年の納庄千寿に技ありで敗れて2位だったが、団体戦では1年先輩の木村穂花などとともに活躍して優勝した。2年生夏のインターハイ個人戦では決勝で納庄を技ありで破って優勝した。続く世界カデでも優勝を飾った。全日本ジュニアでは3位だった。世界ジュニアでは決勝で納庄に反則勝ちするなどオール一本勝ちして優勝した。これにより、同一年に世界カデと世界ジュニアを制覇した初めての選手となった。グランプリ・リンツでは決勝まで進むと、パリオリンピック銀メダリストであるコソボのディストリア・クラスニキを開始早々の内股で破って、IJFワールド柔道ツアー初出場で優勝を飾った。全国高校選手権では決勝で佐賀商業高校2年の岡元遥樺に技ありで敗れて2位にとどまった。団体戦では決勝の大牟田高校戦で勝利するも、チームは2位にとどまった。3年の時には体重別の初戦でパーク24の阿部詩に技ありと有効を取られて敗れた。
IJF世界ランキングは1400ポイント獲得で29位(25/7/20現在)。

## 戦績
- 2022年 -　全国中学校柔道大会　　個人戦　優勝　団体戦　3位
- 2023年 -　インターハイ　団体戦　2位
- 2023年 -　全日本ジュニア　2位
- 2024年 -　ベルギー国際　ジュニアの部　優勝　シニアの部　3位
- 2024年 -　全国高校選手権　個人戦　2位　団体戦　優勝
- 2024年 -　インターハイ　優勝
- 2024年 -　世界カデ　優勝
- 2024年 -　全日本ジュニア　3位
- 2024年 -　世界ジュニア　優勝
- 2024年 -　国スポ　2位
- 2024年 -　講道館杯　5位
- 2025年 - グランプリ・リンツ　優勝
- 2025年 -　全国高校選手権　個人戦　2位　団体戦　2位
- 2025年 -　金鷲旗 2位

(出典、JudoInside.com)